# أحمد حرزني
أحمد حرزني (1948 - 13 نوفمبر 2023)، هو سياسي وحقوقي مغربي وكان معتقلاً سياسياً لسنوات.

## حياته
ولد عام 1948م في مدينة جرسيف (شمال شرقي المغرب).

## دراسته الجامعية
حاصل على شهادة الدكتوراه في علم الاجتماع والأنثربولوجيا من جامعة كنتاكي في الولايات المتحدة (1994)، وعلى دبلوم الدراسات المعمقة في علم الاجتماع من كلية الآداب والعلوم الإنسانية التابعة لجامعة محمد الخامس في الرباط.

## مشواره المهني
اشتغل في بدايات مساره المهني ك:
- أستاذ للتعليم الإعدادي من أكتوبر 1971 الى 1986.
- متخصص في علم اجتماع وشؤون العالم القروي، حيث عمل باحثاً، ثم عمل مديراً للبحث في المعهد الوطني للبحث الزراعي في مدينة سطات من يونيو 1986 إلى غشت 1995، ثم بالرباط وسطات من 1997 الى أكتوبر 2006.
- أستاذ بجامعة الأخوين بإفران من شتنبر 1995 الى دجنبر 1996.

ويذكر أن حرزني كان أحد قادة منظمة لنخدم الشعب اليسارية الراديكالية وقضى مدة 15 سنة في السجن في ملف ما عرف بـ “أحمد حرزني ومن معه”. عاش سنوات الرصاص وممن طالهم ظلم وتعذيب الجلادين.

### مناصب
- عينه الملك محمد السادس أمينا عاما للمجلس الأعلى للتعليم في نونبر 2006.
- عينه الملك محمد السادس رئيسا للمجلس الاستشاري لحقوق الإنسان في 31 مايو 2007 خلفا لإدريس بن زكري[3]‘[4]‘.[5]
- سفير متجول للمملكة المغربية.

## من مؤلفاته
- كتاب: «ثوري في غمرة الإصلاح».
- كتاب: «قراءة في السيرة السياسية لماركس».
- كتاب: «اليسار، الإسلام والديمقراطية».
- كتاب: «Un Maroc décanté».

## تكريمات و أوسمة
- وسام العرش من درجة قائد (2011).[6]
- تكريم السيد أحمد حرزني الرئيس السابق للمجلس الاستشاري لحقوق الإنسان.[7]
- جائزة طوماس فورد من جامعة كنتاكي (2014).[8]
- وسام العرش من درجة ضابط كبير (2015).[9]

## وفاته
توفي ليل الاثنين-الثلاثاء 14 نوفمبر 2023 بمدينة الرباط، عن عمر يناهز 75 سنة، وذلك بعد معاناة مع المرض.‘‘‘‘

## أنظر أيضا
- تاريخ المغرب
- منظمة 23 مارس
- سنوات الرصاص (المغرب)
- هيئة الإنصاف والمصالحة